# Nationale Straßen-Radsportmeister 2020
Die ersten Nationalen Straßen-Radsportmeisterschaften 2020 werden im Januar in Australien und Neuseeland ausgetragen. In den meisten anderen Nationen hingegen finden die jeweiligen Austragungen Ende Juni statt.
Aufgrund der COVID-19-Pandemie 2020/21 fielen zahlreiche nationale Meisterschaften im Jahre 2020 aus.
| Nation              | Trikot | Straßenrennen – Männer  | Einzelzeitfahren – Männer    | Straßenrennen – Frauen         | Einzelzeitfahren – Frauen      |
| ------------------- | ------ | ----------------------- | ---------------------------- | ------------------------------ | ------------------------------ |
| Albanien            |        | Ylber Sefa              | Ylber Sefa                   |                                |                                |
| Australien          |        | Cameron Meyer           | Luke Durbridge               | Amanda Spratt                  | Sarah Gigante                  |
| Belgien             |        | Dries De Bondt          | Wout van Aert                | Lotte Kopecky                  | Lotte Kopecky                  |
| Bermuda             |        | Tyler Smith             | Kaden Hopkins                | Rose-Anne Hoey                 | Caitlin Conyers                |
| Barbados            |        | Joshua Kelly            | Joshua Kelly                 | Amber Joseph                   | Amber Joseph                   |
| Bulgarien           |        | Teodor Russew           | Spas Gjurow                  | Petja Minkowa                  | Petja Minkowa                  |
| Dänemark            |        | Kasper Asgreen          | Kasper Asgreen               | Emma Norsgaard Jørgensen       | Amalie Dideriksen              |
| Deutschland         |        | Marcel Meisen           |                              | Lisa Brennauer                 |                                |
| El Salvador         |        | José Dagoberto Joya     | José Dagoberto Joya          | Iris Diaz                      | Xenia Estrada                  |
| Estland             |        | Norman Vahtra           | Gleb Karpenko                | Aidi Gerde Tuisk               | Mari-Liis Mõttus               |
| Finnland            |        | Antti-Jussi Juntunen    | Ukko Iisakki Peltonen        | Minna-Maria Kangas             | Minna-Maria Kangas             |
| Frankreich          |        | Arnaud Démare           | Rémi Cavagna                 | Audrey Cordon                  | Juliette Labous                |
| Griechenland        |        | Periklis Ilias          | Polychronis Tzortzakis       | Athina Chatzistyli             | Varvara Fasoi                  |
| Irland              |        | Ben Healy               | Conn McDunphy                | Lara Gillespie                 | Eve McCrystal                  |
| Island              |        | Hafsteinn Ægir Geirsson | Ingvar Ómarsson              | Agusta Edda Bjornsdóttir       | Agusta Edda Bjornsdóttir       |
| Israel              |        | Omer Goldstein          | Guy Sagiv                    | Omer Shapira                   | Omer Shapira                   |
| Italien             |        | Giacomo Nizzolo         | Filippo Ganna                | Elisa Longo Borghini           | Elisa Longo Borghini           |
| Kolumbien           |        | Sergio Higuita          | Daniel Felipe Martínez       | Maria Catalina Gomez           | Ana Sanabria                   |
| Kosovo              |        | Albion Ymeri            | Albion Ymeri                 |                                | Amme Sophie                    |
| Kroatien            |        | Josip Rumac             | Josip Rumac                  | Maja Perinovic                 | Mia Radotic                    |
| Lettland            |        | Viesturs Lukševics      | Andris Vosekalns             |                                |                                |
| Litauen             |        | Gediminas Bagdonas      | Evaldas Šiškevičius          | Inga Čilvinaitė                | Katažina Sosna                 |
| Luxemburg           |        | Kevin Geniets           | Bob Jungels                  | Christine Majerus              | Christine Majerus              |
| Malaysia            |        | Akmal Hakim Zakaria     | Muhammad Nur Aiman Bin Rosli | Siti Nur Adibah Akma Mohd Fuad | Siti Nur Adibah Akma Mohd Fuad |
| Mauritius           |        | Alexandre Mayer         | Yannick Lincoln              | Aurélie Halbwachs              | Aurélie Halbwachs              |
| Mexiko              |        | Ulises Alfredo Castillo | Ignacio de Jesús Prado       | Maria Antonieta Gaxiola        | Andrea Ramirez                 |
| Moldau              |        | Cristian Raileanu       | Cristian Raileanu            | Anna Rodina                    | Tatiana Cotiga                 |
| Mongolei            |        | Maral-Erdene Batmunkh   | Enkhtaivan Bolor-erdene      | Anujin Jinjiibadam             | Anujin Jinjiibadam             |
| Namibia             |        | Dan Craven              | Drikus Coetzee               | Vera Adrian                    | Melissa Hinz                   |
| Neuseeland          |        | Shane Archbold          | Hamish Bond                  | Niamh Fisher-Black             | Teresa Adams                   |
| Niederlande         |        | Mathieu van der Poel    |                              | Anna van der Breggen           |                                |
| Nordmazedonien      |        | Nikolai Levkov          | Bojan Naumovski              |                                |                                |
| Norwegen            |        | Sven Erik Bystrøm       | Andreas Leknessund           | Mie Bjørndal Ottestad          | Katrine Aalerud                |
| Österreich          |        | Valentin Götzinger      | Matthias Brändle             | Kathrin Schweinberger          | Anna Kiesenhofer               |
| Panama              |        | Cristopher Robin Jurado | Cristopher Robin Jurado      | Cristina Michelle Mata         | Cristina Michelle Mata         |
| Paraguay            |        | Victor Manuel Grange    | Francisco Daniel Riveros     | Agua Marina Espinola           | Agua Marina Espinola           |
| Polen               |        | Stanisław Aniołkowski   | Kamil Gradek                 | Marta Lach                     | Anna Plichta                   |
| Portugal            |        | Rui Costa               | Ivo Oliveira                 |                                |                                |
| Rumänien            |        | Daniel Crista           | Serghei Țvetcov              | Manuela Muresan                | Maria-Ecaterina Stancu         |
| Russland            |        | Sergei Schilow          | Artjom Owetschkin            | Diana Klimowa                  | Jelisaweta Oschurkowa          |
| Schweden            |        | Kim Magnusson           | Jacob Ahlsson                | Nathalie Eklund                | Lisa Nordén                    |
| Schweiz             |        | Stefan Küng             | Stefan Küng                  | Elise Chabbey                  | Marlen Reusser                 |
| Serbien             |        | Đorđe Đurić             | Veljko Stojnić               | Ivana Vilim                    | Ivana Vilim                    |
| Spanien             |        | Luis León Sánchez       | Pello Bilbao                 | Mavi García                    | Mavi García                    |
| Slowakei            |        | Juraj Sagan             | Ján Andrej Cully             | Tereza Medveďová               | Tereza Medveďová               |
| Slowenien           |        | Primož Roglič           | Tadej Pogačar                | Urša Pintar                    | Urška Žigart                   |
| Südafrika           |        | Ryan Gibbons            | Daryl Impey                  | Ashleigh Moolman               | Ashleigh Moolman               |
| Thailand            |        | Sakchai Phodingam       | Sarawut Sirironnachai        | Jutatip Maneephan              | Phetdarin Somrat               |
| Tschechien          |        | Adam Ťoupalík           | Josef Černý                  | Jarmila Machačová              | Nikola Nosková                 |
| Ukraine             |        | Mychajlo Kononenko      | Mychajlo Kononenko           | Anna Nahirna                   | Olha Schekel                   |
| Ungarn              |        | Viktor Filutás          | Barnabás Peák                | Kata Blanka Vas                | Barbara Benkó                  |
| Usbekistan          |        | Murodjon Xolmurodov     | Murodjon Xolmurodov          | Yanina Kuskova                 | Yanina Kuskova                 |
| Venezuela           |        | Robert Sierra           | Carlos Gálviz                | Yngrid Porras                  | Maria Andreina Daza Santana    |
| Volksrepublik China |        | Wang Meiyin             |                              | Tang Xin                       |                                |
| Belarus             |        | Jauheni Sobal           | Jauhen Karaljok              | Tazzjana Scharakowa            | Tazzjana Scharakowa            |
| Zypern              |        | Andreas Miltiadis       | Andreas Miltiadis            | Antri Christoforou             | Antri Christoforou             |